# Kasteel Geulzicht

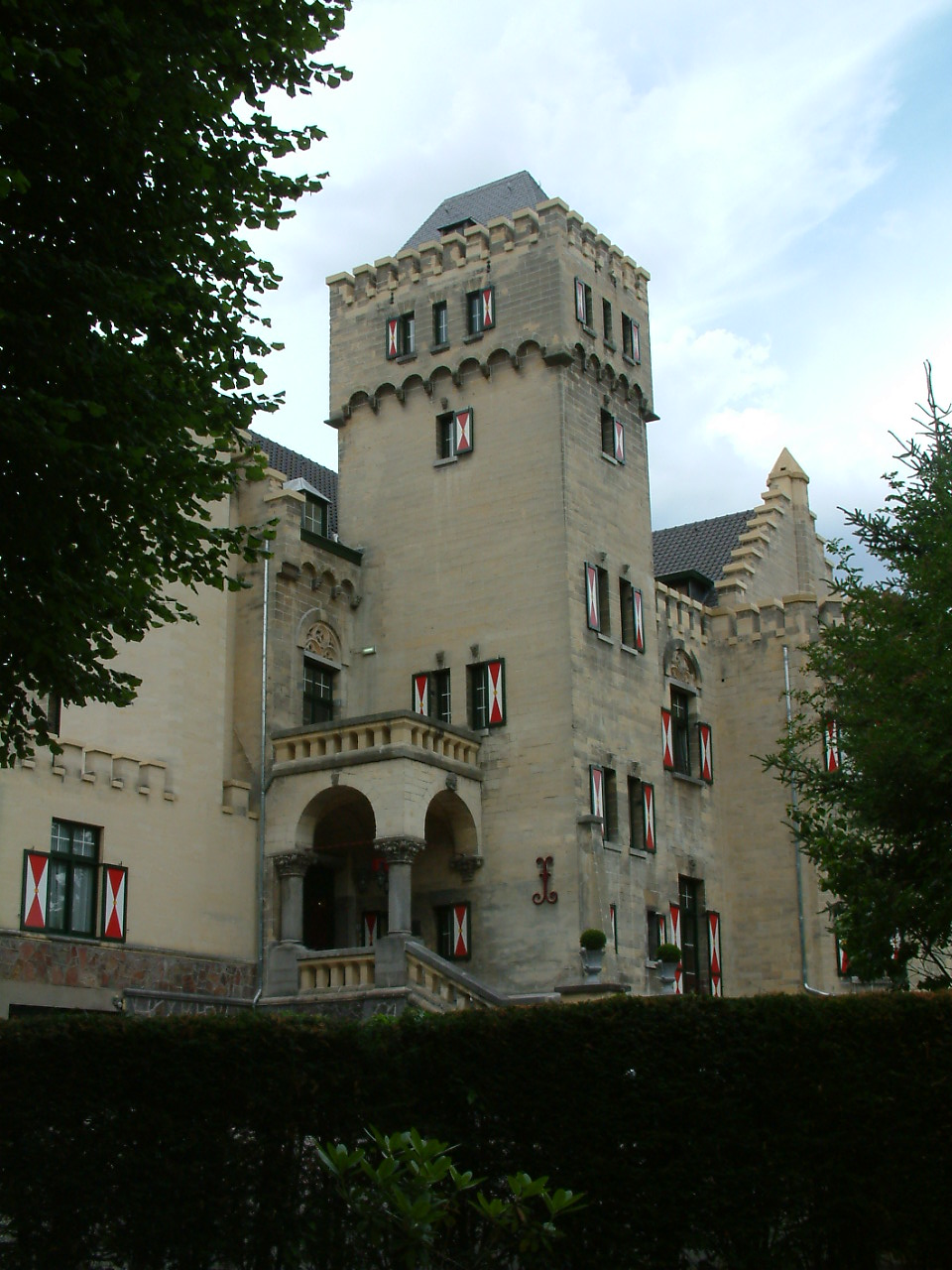
Kasteel Geulzicht

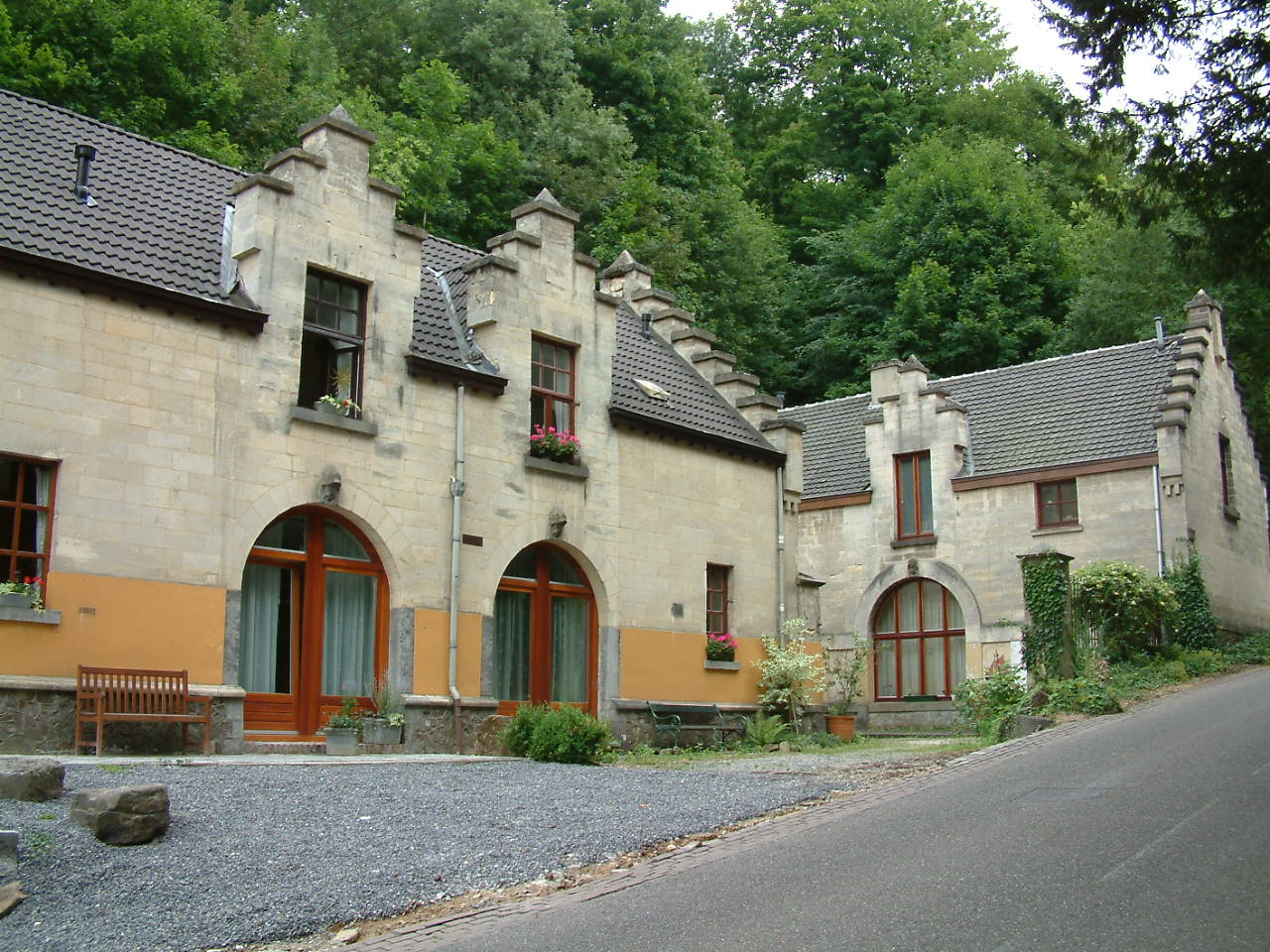
Kasteel Geulzicht, vroeger koetshuis en koetsiershuis

Kasteel Geulzicht is een kasteel gelegen op de Geulhemmerberg in het gehucht Geulhem bij Berg dat tegenwoordig deel uitmaakt van de Nederlands Limburgse gemeente Valkenburg aan de Geul. Het gebouw heeft lange tijd een woon- en hotelbestemming gehad en is sinds 2024 een verzorgingshuis. Het kasteel is een rijksmonument en is tevens onderdeel van het Buitengoed Geul & Maas.

## Beschrijving van het kasteel
Kasteel Geulzicht werd tegen het eind van de negentiende eeuw ontworpen, en de bouw kwam aan het begin van de 20e eeuw gereed. Het is hiermee een van de laatste van de generatie kastelen die door de vele rijke industriëlen en de nouveaux riches op het eind van de 19e eeuw in Nederland werden gebouwd. Het ontwerp is van de Maastrichtse architect Henri Reek. Het okerkleurige kasteel is geheel in mergel opgetrokken en heeft een villa-achtige, romantische uitstraling in Engelse neogotische stijl. Het is rijkelijk voorzien van trapgeveltjes en balustrades en heeft drie torens, waarbij de grootste doet denken aan een middeleeuwse donjon. Het kasteel is toegankelijk via een toegangspoort en oprijlaan. In de nabijheid liggen een koetshuis en een koetsierswoning, beide uitgevoerd in dezelfde stijl als het kasteel.
Het interieur heeft veel houtsnijwerk, wanden met houten lambrisering en lederen meubilair. Er is een grote monumentale open haard, bekleed met geglazuurde tegeltjes, en een schouw met hout bekleed. In de ontvangsthal zijn plafondschilderingen van de hand van Adrianus Hartigh met Bijbelse taferelen en mythologische figuren. Een der vertrekken wordt gevormd door de voormalige bibliotheek waarin boekenkasten met houtsnijwerk, wanden met houten lambrisering en een haardpartij die eveneens bekleed is met geglazuurde tegeltjes en een omlijsting. De eetzaal heeft een plafond met decoratief stucwerk en heeft een haard met omlijsting in wit marmer die rust op vier marmeren zuiltjes. Verder zijn er vier kamers die beschikken over een in de grond verzonken Romeins bad.

## Geschiedenis en eigenaren
Het kasteel is gebouwd in opdracht van Pieter Carel Zuyderhoudt uit Nijmegen, industrieel en mede-eigenaar van een kolen- en brandstoffenmaatschappij. Via zijn echtgenote Fanny van Enthoven was hij ook eigenaar van het Kasteel Hofwijck in Voorburg. Het echtpaar kocht ook later de in de nabijheid van het kasteel gelegen Geulhemmermolen. Zuyderhoudt overleed in 1925, waarna zijn vrouw tot 1936 in het kasteel bleef wonen. Zij verkocht het kasteel en de molen toen ze in financiële problemen geraakte.
Nieuwe eigenaar werd Caspar Jozef Weinberg (Ome Joep) die het kasteel als hotel inrichtte. Bij de aanvang van de oorlog werd het bezet door Duitse officieren die er hun centrale commandopost vestigden. Tegelijkertijd zaten in het kasteel en de onderaardse gangen een aantal joodse onderduikers en ook kunstschilders die weigerden om lid te worden van de Kulturkammer. Ome Joep werd door hen in natura betaald met schilderijen. De films van de luchtopnamen van het bombardement van Rotterdam, die door verkenningsvliegtuigen boven de frontlinies werden gemaakt, werden bij het kasteel afgeworpen en in de kelders werden ontwikkeld en verder afgewerkt. Bij de ingang is een plaquette ter herinnering aan de Tweede Wereldoorlog.
Het hotel ging later in eigendom over naar de dochter en schoonzoon van de heer Weinberg. Toen zij met het hotel stopten werd het kasteel aangekocht door de sportjournalist Jean Nelissen, die er tot 1982 woonde. Sinds die tijd is de bezitter van het kasteel de familie van Kuik, die er na een grondige restauratie weer een hotelbestemming aan gaf. In 2003 werd het gehele exterieur van het kasteel gerestaureerd.
Anno 2024 wordt het kasteel verbouwd en uitgebreid met een nieuwbouwvleugel tot een woonzorgcentrum met 26 zelfstandige wooneenheden voor dementerende ouderen, Residentie Kasteel Zuyderhoudt genoemd.

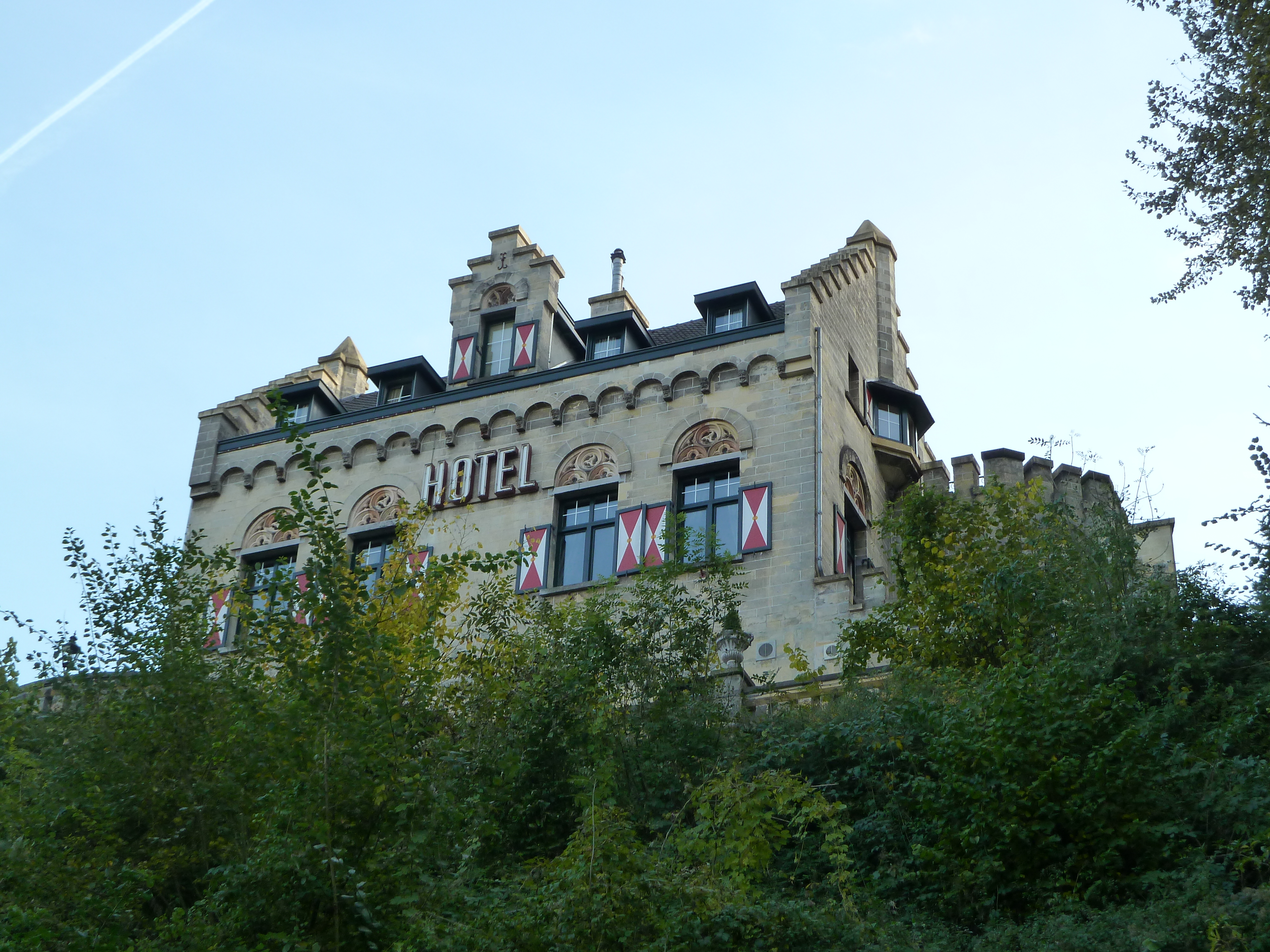
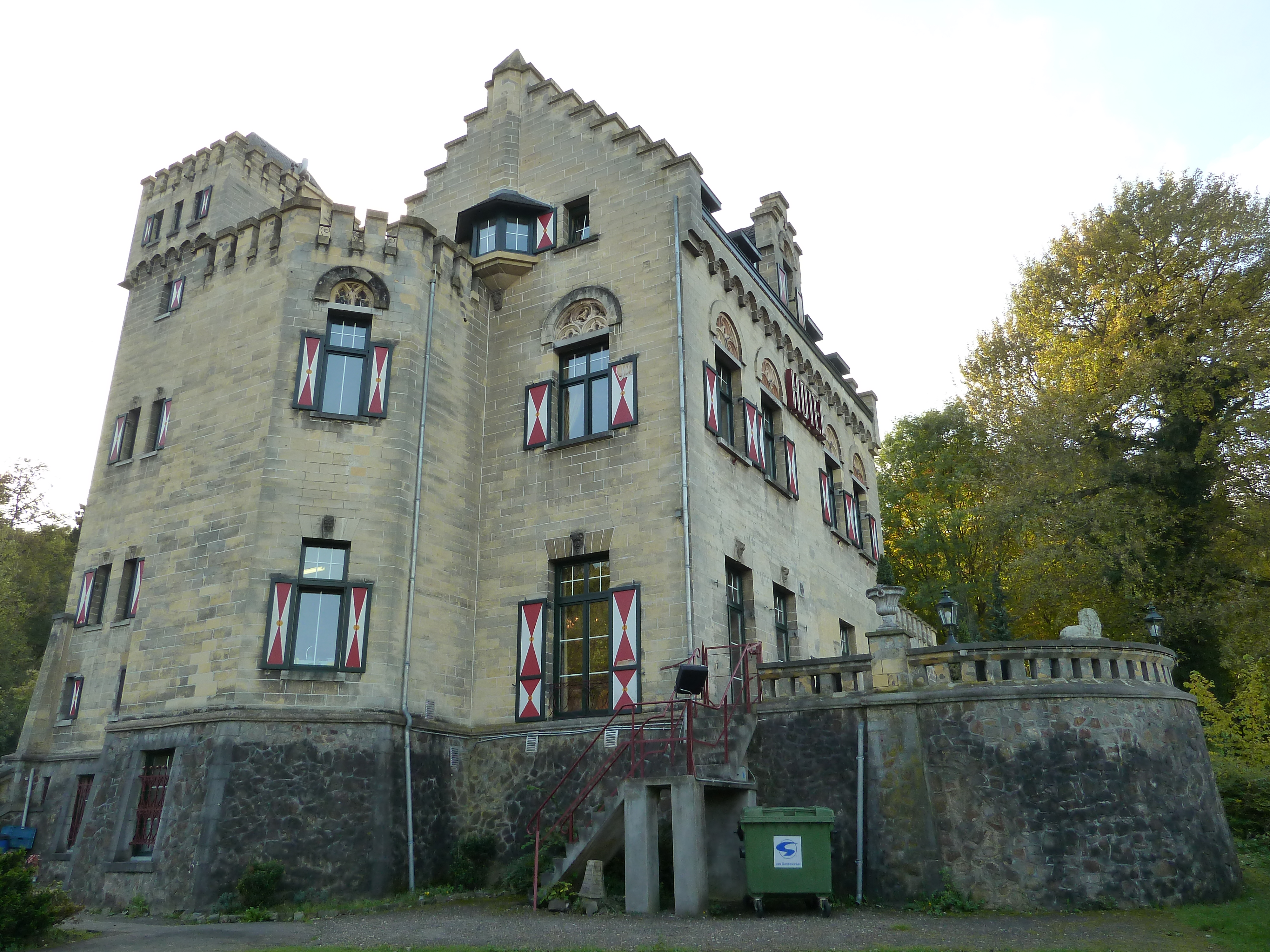
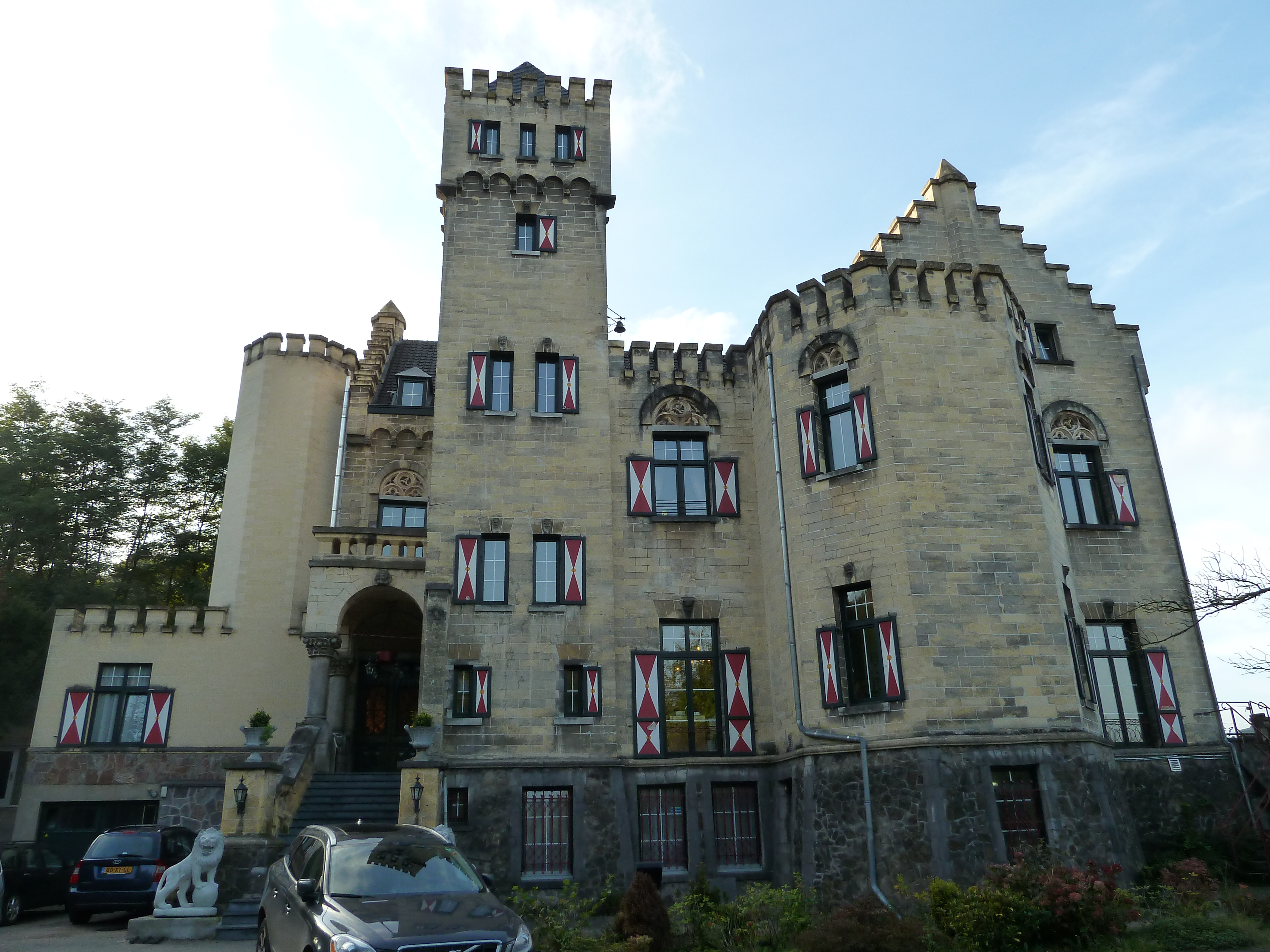
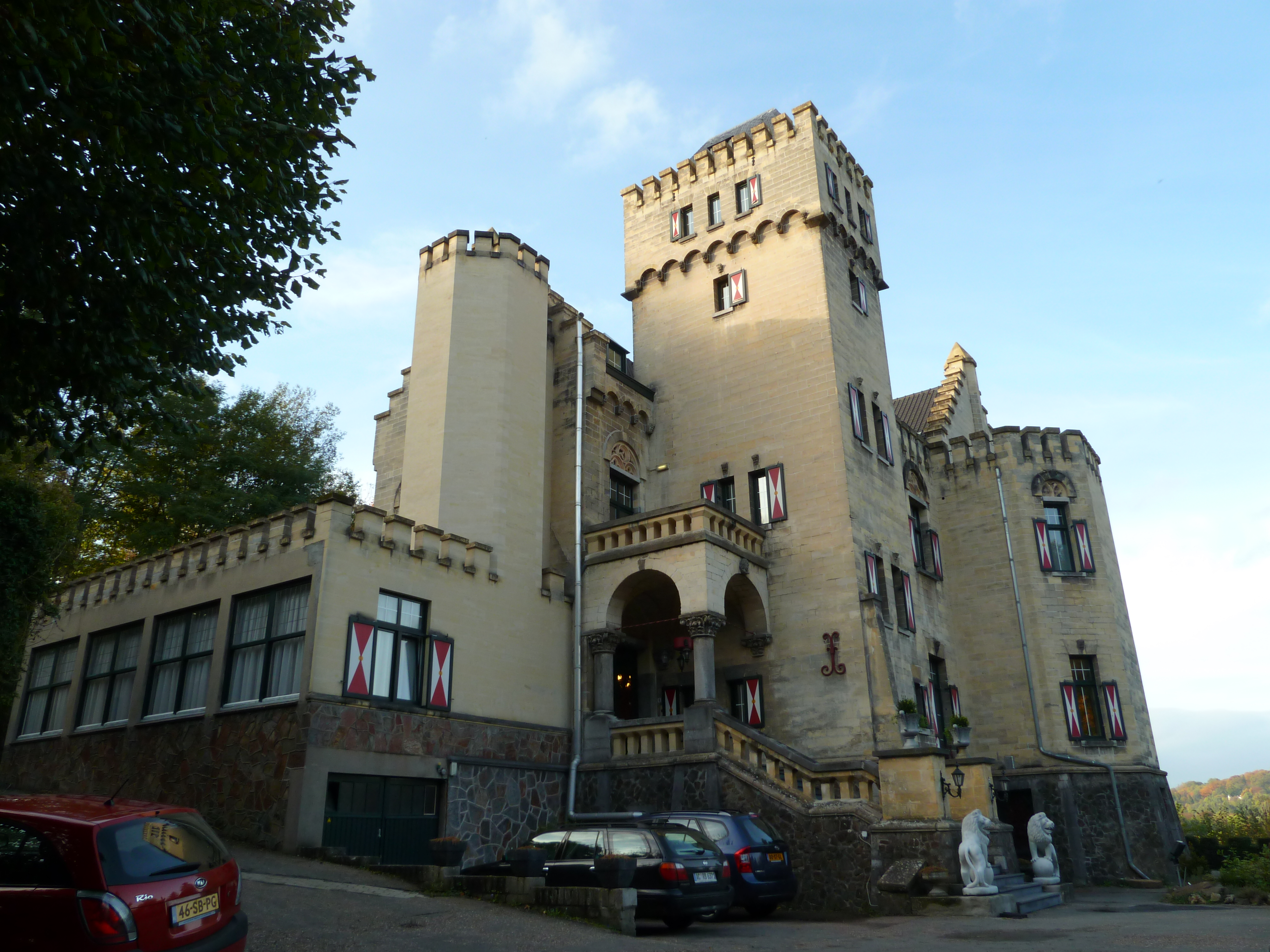